# Москаленко Олександр Вікторович
Олекса́ндр Ві́кторович Москале́нко (6 серпня 1985, Київ, СРСР) — український футбольний арбітр та функціонер. Директор футбольного клубу «Арсенал» (Київ).

## Життєпис
Олександр Москаленко народився у Києві. У чемпіонаті ДЮФЛУ захищав кольори столичних ЦСКА та ДЮСШ-15. По завершенні академії обрав професію футбольного арбітра і вже з 2004 року почав обслуговувати матчі ДЮФЛУ та другої ліги як головний суддя і матчі чемпіонату Києва як помічник арбітра на лінії.
У 2006 році у складі команди БРР брав участь у першості Києва з пляжного футболу.
Протягом тривалого часу працював тренером у ДЮСШ «Арсенал» (Київ), очолюючи юнаків 2002 року народження, разом з якими здобув «золото» чемпіонату міста 2011 року.
Наприкінці лютого 2015 року був обраний до Виконавчого комітету Федерації футболу Києва, де обіймав посаду секретаря комітету з дитячо-юнацького футболу.